# بيانات الإحساس

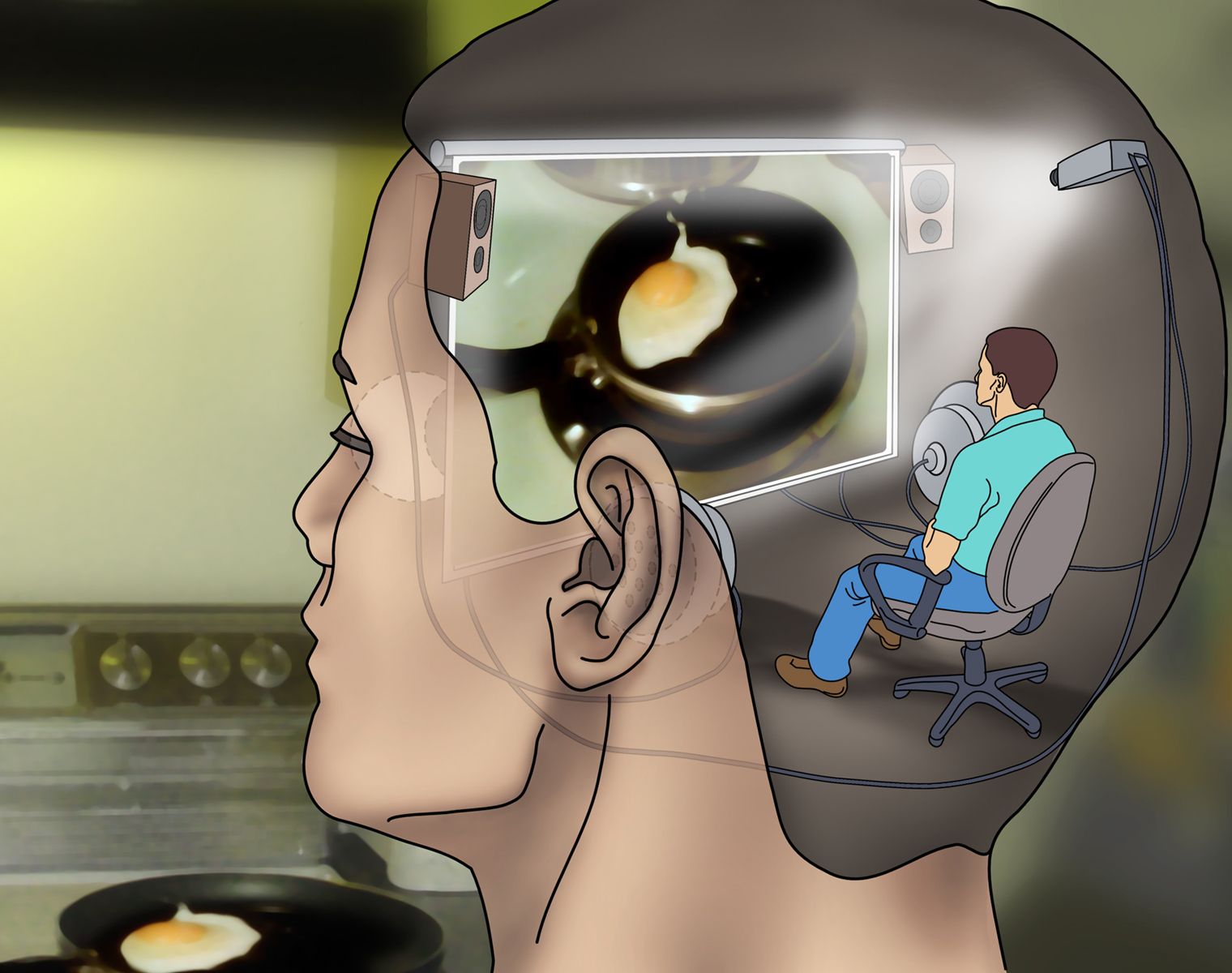

بيانات الإحساس (أو البيانات الحسية Sense data) في فلسفة الإدراك عبارة عن وجهة نظر شاعت في أوائل القرن العشرين من فلاسفة من أمثال بيرتراند راسل وتشارلي دانبار برود وألفرد آير وجورج إدوارد مور. يفترض ببيانات الإحساس أن تكون أجسام متعلقة بالعقل، والتي وجودها وخصائصها تكون معروفة للشخص الذي يحس عن طريق الإدراك الحسي، كما يفترض أن تكون تلك البيانات تجارب غير خاضعة للتحليل داخل العقل. 
يرتبط الكلام عن بيانات الإحساس بشكل كبير مع الكيفيات المحسوسة، ولكن بما أن كل من هذين المصطلحين شائكين في تعريفيهما، إذ لا يوجد تعريف واحد لأي منهما، بالتالي فإن العلاقة بين هذين المفهومين، رغم ارتباطهما، غير واضحة.
إن فكرة أن الإدراك الحسي للبشر معتمد على بيانات الإحساس يمكن دعمه بعدد من الحجج، من بينها الحجة الشائعة باسم Argument From Illusion (الحجة من الوهم).

## اقرأ أيضاً
- كيفيات محسوسة
- إدراك حسي